# Hester Ford
Hester Ford (15 août 1905 - 17 avril 2021) était une supercentenaire américaine qui a vécu 115 ans et 245 jours. Elle a été doyenne des États-Unis du 23 novembre 2019, date du décès d'Alelia Murphy, jusqu'à son propre décès le 17 avril 2021.

## Biographie
Hester Ford est née le 15 août 1905 à Lancaster, en Caroline du Sud, aux États-Unis, de Peter et Frances McCardell. Elle travaillait dans une ferme où elle plantait, cueillait du coton, labourait le champ et coupait du bois. Elle a épousé John Ford le 12 mars 1921, alors qu'elle avait 15 ans, et ils ont eu ensemble douze enfants, dont huit filles et quatre garçons.
Quelque temps plus tard, elle déménage à Charlotte, en Caroline du Nord en 1953, où elle travaille comme nourrice. Son mari décède à l'âge de 57 ans en 1963.
Hester Ford était une chrétienne fervente et a passé de nombreuses années à faire du bénévolat dans son église locale. Dans une entrevue faite à l'âge de 109 ans, elle a attribué sa longévité à sa foi en Dieu, en disant : « Je remercie Dieu pour tout. » Elle n'était plus en mesure d'aller à l'église en raison de problèmes de santé au cours de ses dernières années, mais elle pouvait toujours regarder les émissions pieuses à la télévision.
Dans ses dernières années, Hester Ford souffrait de démence, mais elle pouvait encore se souvenir des versets de la Bible par cœur. Le nombre de ses descendants est incertain. On estime qu'elle a jusqu'à 68 petits-enfants et 126 arrière-petits-enfants. Toutefois, les sources varient quant aux chiffres précis,.
Hester Ford est décédée à Charlotte, en Caroline du Nord, le 17 avril 2021, à l'âge de 115 ans et 245 jours. Elle était l'une des trois dernières personnes vivantes au monde nées en 1905, avec Jeanne Bot et Antonia da Santa Cruz.